# 倭文神社 (鳥取市)
倭文神社（しとりじんじゃ）は、鳥取県鳥取市倭文にある神社。式内社で、旧社格は郷社。鳥取市南西部の倭文集落の西側にある山の中腹に鎮座する。

## 歴史
勧請年月は不明だが、倭文部がその祖神を祀ったものと伝えられる。延喜式神名帳に載る高草郡七座の一つで、中世以降は御祭神の大己貴命（大国主命）が七つの名を持つことから、七躰大明神(ななたいだいみょうじん)と称して産土神とされた。
天正年間（1573年-1592年に玉津城主・武田高信が三尺社を建立、慶長年間（1598年-1615年に鹿野城主・亀井茲矩が宝刀を奉納、さらに寛永9年（1632年）に藩主・池田光仲が社領一石三斗一升七合を寄進するなど、鳥取城南西（坤）の方位の守護神として崇敬された。
江戸時代は藩主のみでなく庶民の崇敬も広く、明和元年（1764年）の遷宮には大庄屋が郡中を代表して米俵を奉納、文化7年（1810年）には郡奉行が銀百匁を奉納、また、節分祭には広く近郷よりの参詣者が集まるなど、郷間衆庶の信仰は因幡一円におよび昭和初期まで続いた。
明治元年(1872年)「倭文神社」と改称、同4年に村社に列格、大正4年(1915年)神饌幣帛料共進神社に指定、大正8年(1919年)に本殿、幣殿、拝殿、社務所を改築、昭和18年(1943年)10月1日郷社に昇格する。
倭文は、(しづり)とも読み、絹織物のことを指す。機織りを業とする倭文部の民がこの地に居住し、祖神「倭文神・建葉槌命」を奉斎したと伝えられている
祭神は、建葉槌命(たけはつちのみこと)、大己貴命(おおなむちのみこと)、經津主神(ふつぬしのかみ)、武甕槌命(たけみかつちのみこと)の四柱。
神話「稲羽の素兎(因幡の白兎)」で、白兎を助けた大国主命がこの地から八上姫に恋文を書いたと伝えられている。(当時は歌を詠んだものと思われる)
大国主命の恋文は、「文」の文字や、「絹織物の巻物」から連想されたものとされる。

### 御由緒
續日本紀和銅五年(712)秋七月の條下ニ、因幡國ニ於テ綾錦ヲ織ラシメラレシ由ヲ記セルニ依ツテ考フレバ、此ノ年以前巳ニ当社祭神　建葉槌命ノ子孫ニシテ、大和國葛木(=葛城)地方ニ本居ヲ有シ機織ヲ業トセル倭文部ノ部民ガ、当地ニ来往シテ本居ニ従ツテ倭文郷ヲナシツツ祖業ヲ継承シ来タリシモノノ如ク、ヤガテ其ノ氏上神ニシテ業祖神タル建葉槌命ヲ奉斎シテ当社ヲ創始セルモノト思料セラル。

### 因幡国・伯耆国の倭文組織について
古代における因幡・伯耆の工業生産は、当時比較的生産の進んだ、また、文化の進んだ地帯にあったかと思われる。
因伯二カ国の養蚕業と農民の絹生産の状況をみたとき、注意を要することは、これらの絹製品は、調のための生産物であって、一般農民の生活に使用されたものではなかったことである。
高級絹織物の生産地について、「続日本紀」和銅5年（712年）7月壬午の条を見ると、伊勢国をはじめとして21ヵ国があげられている。その国々の中に因幡・伯耆の2ヵ国も含まれている。
因幡・伯耆における制織関係の歴史は古く、かつ、盛んであったことが立証できる。すなわち、錦・綾の生産と関係の深い錦部の所在は、因幡国高庭庄に、「錦部志奈布女」（平安遺文）の人名が発見されることから想像できる。
また、縞織といわれる「倭文布（しづぬの）」についても、古くから倭文組織のあったことが証明されている。倭文組織・倭文部の全国分布表を作成すると、山陰地方と東海地方に集中することは、すでに上条耽之助・井上辰雄らによって、明らかにされたことである。すなわち、「延喜式」に記載されている「倭文神社」は、14社であるが、そのうち、6社は山陰道に、5社は東海道に、2社は東山道に、2社は畿内に、それぞれ分布している。また、「延喜式」に載っていない倭文関係の神社は8社あるが、そのうち7社は東海道にある。
因幡・伯耆に関する倭文神社その他のものをあげると、因幡では、「延喜式」「神名帳」、及び「和名抄」の両資料に、高草郡に「倭文神社」のあったこと、また、「平安遺文」に高庭庄の人として倭文真弘なる人名が記録してある。
因幡国・伯耆国ともに、大体、「倭文神社」の所在する所は海・河川・湖沼に近い高台にあることが共通的である。この現象は、全国的に共通する条件でもある。そうすると「倭文部」は「海人部」と関係深い部民であったこと、製織技術の面から秦氏との関係も考えられるであろう。以上の如く、「倭文部」が高草郡高庭庄に、また、川村郡に存在し、高級絹生産にあたったことはほぼ間違いがない。そして、これらの高級生産物は、中央貴族の貴侈品であったであろうが、次第に民間への技術普及とともに伝播していったと考えるべきであろう。

## 社殿・境内地

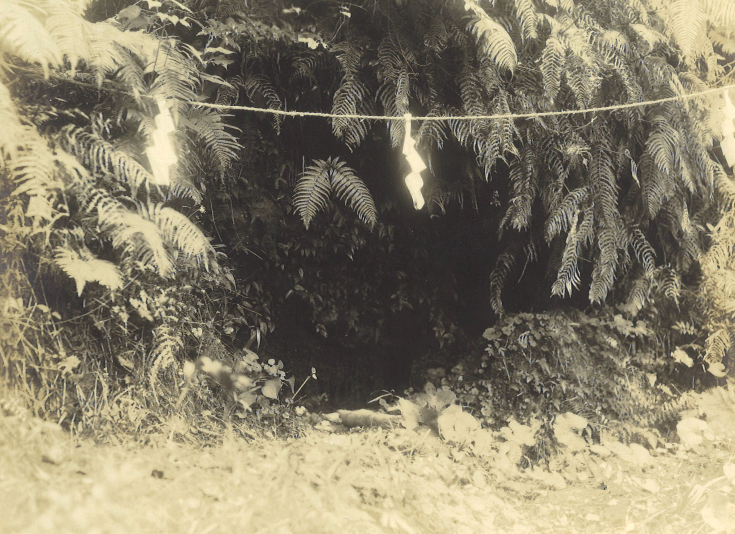
倭文ノ宿禰水

本殿は一間社流造、銅板葺にて大正八年改築す。同年二間四方の拝殿も改築し、社地を広大整備す。幣殿二間一間にて昭和十二年改築、同年神饌殿新築。昭和十七年手水舎新築。その他参籠所、及び氏子の祖霊を祀る祖霊舎あり。境内坪数七四七坪。昭和九年当時四六九坪。境内に婦人の血の道の霊薬と伝う「倭文ノ宿禰水」あるも、現在はその井泉は使用されず。また、社前、大出川畔に神饌田あり、一時個人有となるも再びとなり、齊田として用いられていた。
一の鳥居は明治二年岡村市左衛の奉献せしものにて石造、高さ壱丈横八尺、最近まで「倭文神社」の扁額あり。造営は履行され、正徳五年(1715)から慶應三年(1867)迄十八回行われた記録あり、また社殿の屋根葺替は十三回に及んでいる。

### 境内摂社・末社
- 風宮社(風水害の守護神を祀る)
- 祖霊舎(氏子の祖霊を祀る)

## 宝物・遺文

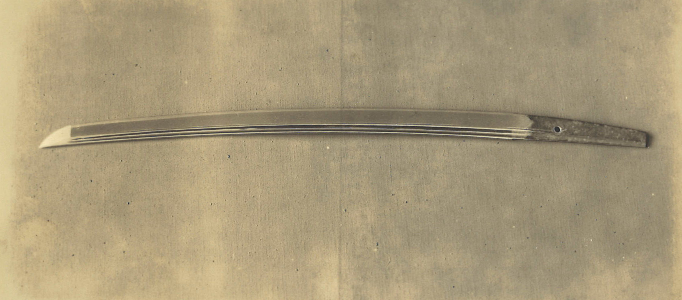
鹿野城主・亀井茲矩が奉納した宝刀

- 鏡一面(径四寸)西尾喜兵衛　寄進　藤原光長作
- 刀一口(一寸六尺)亀井武蔵守茲矩　寄進　鎌倉時代の作
- 扁額一面(一寸三尺)「倭文神社」の浮彫す　岡村重左衛門　寄進
- 文書:本居内遠著「倭文神の考」
- 文書:宇田川正喜稿　「倭文神社ご祭神論」

## 現地情報
所在地
- 鳥取県鳥取市倭文548-1

交通アクセス
- 鳥取自動車道・鳥取南IC出口から車で約2分

周辺
- 河原城

## 関連図書
- 角川 日本地名大辞典
- 鳥取県郷土史
- 鳥取県史
- 因幡誌四三三ページ
- 元治元年郷村帳
- 鳥取藩史
- 鳥取県神社誌
- 倭文神社明細帳「因幡」
- 「倭文神社」『日本歴史地名大系 32 鳥取県の地名』平凡社、1992年。ISBN 4582490328。
- 山本宏 著「倭文神社」、式内社研究会編 編『式内社調査報告 第19巻』皇學館大学出版部、1984年、1095-1099頁。